# Plaza de Andalucía (San Roque)
La plaza de Andalucía es una pequeña plaza situada en el centro de San Roque (Cádiz). Está situada junto a la Alameda de Alfonso XI y es el lugar de acceso al casco histórico de la ciudad para los vehículos motorizados.
En ella confluyen las calles que unen la entrada principal de San Roque, la calle Cazadores de Tarifa, con la calle San Felipe, que lleva a la Iglesia de Santa María la Coronada, la calle Terrero Monesterio (conocida popularmente como Calle Larga) y la calle General Lacy, foco comercial y financiero de la ciudad. También está comunicada con la calle Mercedes Huertas, una de las cuatro que rodean la Alameda.
La plaza de Andalucía es conocida como La Parada, puesto que, hasta la puesta en funcionamiento del consorcio de transporte público comarcal y de la nueva terminal de autobuses de la Alameda en 2007, aquí es donde realizaban su parada los autobuses entre San Roque y La Línea. Actualmente está situada en esta plaza la estación de taxis de San Roque.
La Oficina Municipal de Turismo de San Roque tiene su sede en esta plaza.

## La plaza de Andalucía en el cine

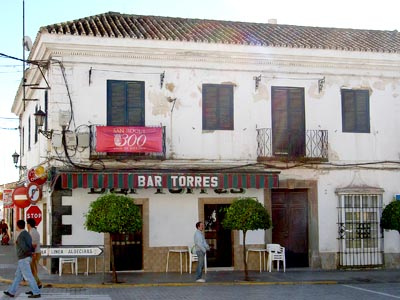
Bar Torres, en la fachada sur de la plaza.

La plaza de Andalucía fue escenario del rodaje de la película La muerte tiene un precio (The running man), en 1963.